# Colo Colo de Futebol e Regatas
El Colo-Colo de Futebol e Regatas es un club de fútbol brasileño radicado en la ciudad de Ilhéus, en el estado de Bahía. Juega en la Primera División del Campeonato Baiano, del cual se consagró campeón en 2006.

## Historia
El 3 de abril de 1948, el club fue fundado por un grupo de deportistas liderados por Airton Adami.
En 1999, Colo Colo ganó su primer título, la Segunda División del Campeonato Baiano, siendo promovido a la primera división del año siguiente. En la final, el club venció al Fluminense de Feira.
En 2001, Colo Colo compitió en el Campeonato Brasileiro Série C por primera vez. El club fue eliminado en la primera etapa.
En 2006, Colo Colo ganó su título más importante, el Campeonato Baiano. El club derrotó al Vitória en la fase final de ambas competiciones. En el partido de ida de la primera etapa, Colo Colo y Vitória empataron 1–1, y en el partido de vuelta, Colo Colo ganó 1–0. En la final de ida de la segunda etapa, en casa, Colo Colo venció a Vitória 4–3. En el partido de vuelta, en la ciudad de Salvador, Colo Colo sorprendentemente venció a su rival 4–2.
Después de la conquista del campeonato, el entrenador y la mayoría del equipo firmaron con los principales clubes de fútbol de Bahía, como Vitória o Bahia.

## Entrenadores
- Barbosinha (?-enero de 2011)[8]
- Joel Zanata (enero de 2011-marzo de 2011)[9][10]
- Sebastião Rocha (febrero de 2017-?)[11]
- Beto Oliveira (febrero de 2020-presente)[1]

## Presidentes
- 1948-1949: Airton Adami
- 1950-1951: Airton Almeida
- 1952-1958: José Alves Barreto
- 1959-1960: Manoel dos Santos Leal
- 1961-1962: Wilson Ferreira Trindade
- 1963-1967: José Magalhães Correa
- 1968-1971: Antônio Olímpio Rhem da Silva
- 1972-1973: Francisco Antônio Badaró
- 1974-1992: Rubens de Souza Guerra
- 1992-        : José Maria Almeida de Santana